# 경산 이씨
경산 이씨(京山李氏)는 경상북도 성주군을 본관으로 하는 한국의 성씨이다. 시조 이덕부(李德富)는 신라 신덕왕의 외손이며 고려에서 악거부정(樂居副正)을 지냈다.

## 참고 자료
- “경산이씨(京山李氏)”. 뿌리를 찾아서.[깨진 링크(과거 내용 찾기)]